# Cayratia
Genre
Classification phylogénétique
Cayratia est un genre de plantes à fleurs de la famille des Vitaceae comprenant environ 45 espèces.

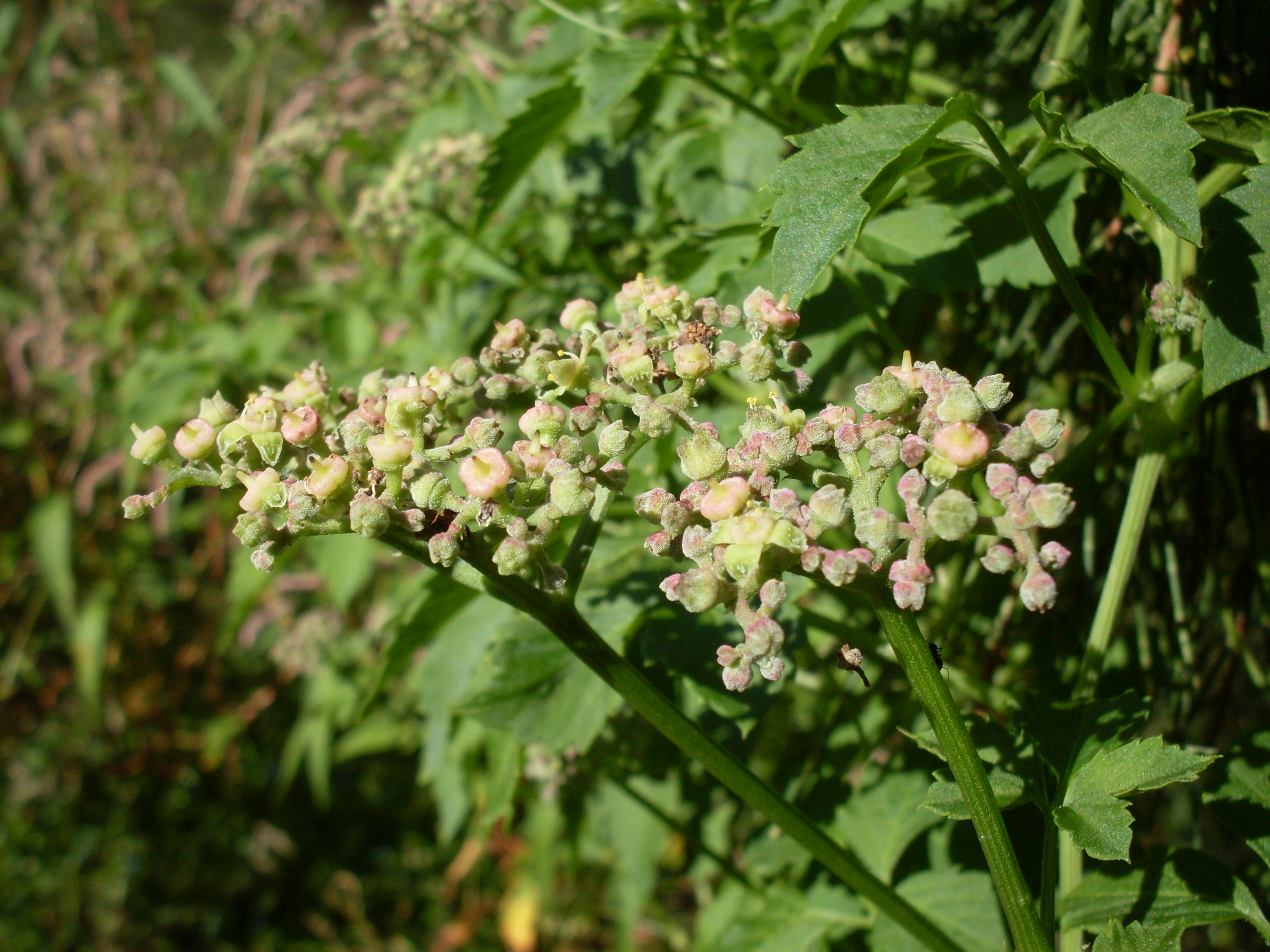
Cayratia clematidea

## Liste d'espèces
Selon NCBI (14 sept. 2010) :
- Cayratia acris
- Cayratia cardiophylla
- Cayratia clematidea
- Cayratia eurynema
- Cayratia japonica
- Cayratia maritima
- Cayratia mollissima
- Cayratia pedata
- Cayratia pseudotrifolia
- Cayratia saponaria
- Cayratia trifolia
- Cayratia sp. 6140
- Cayratia sp. 6586
- Cayratia sp. 8424
- Cayratia sp. SH-2010

Selon ITIS (14 sept. 2010) :
- Cayratia japonica (Thunb.) Gagnepain
- Cayratia trifolia (L.) Domin